# Senningen

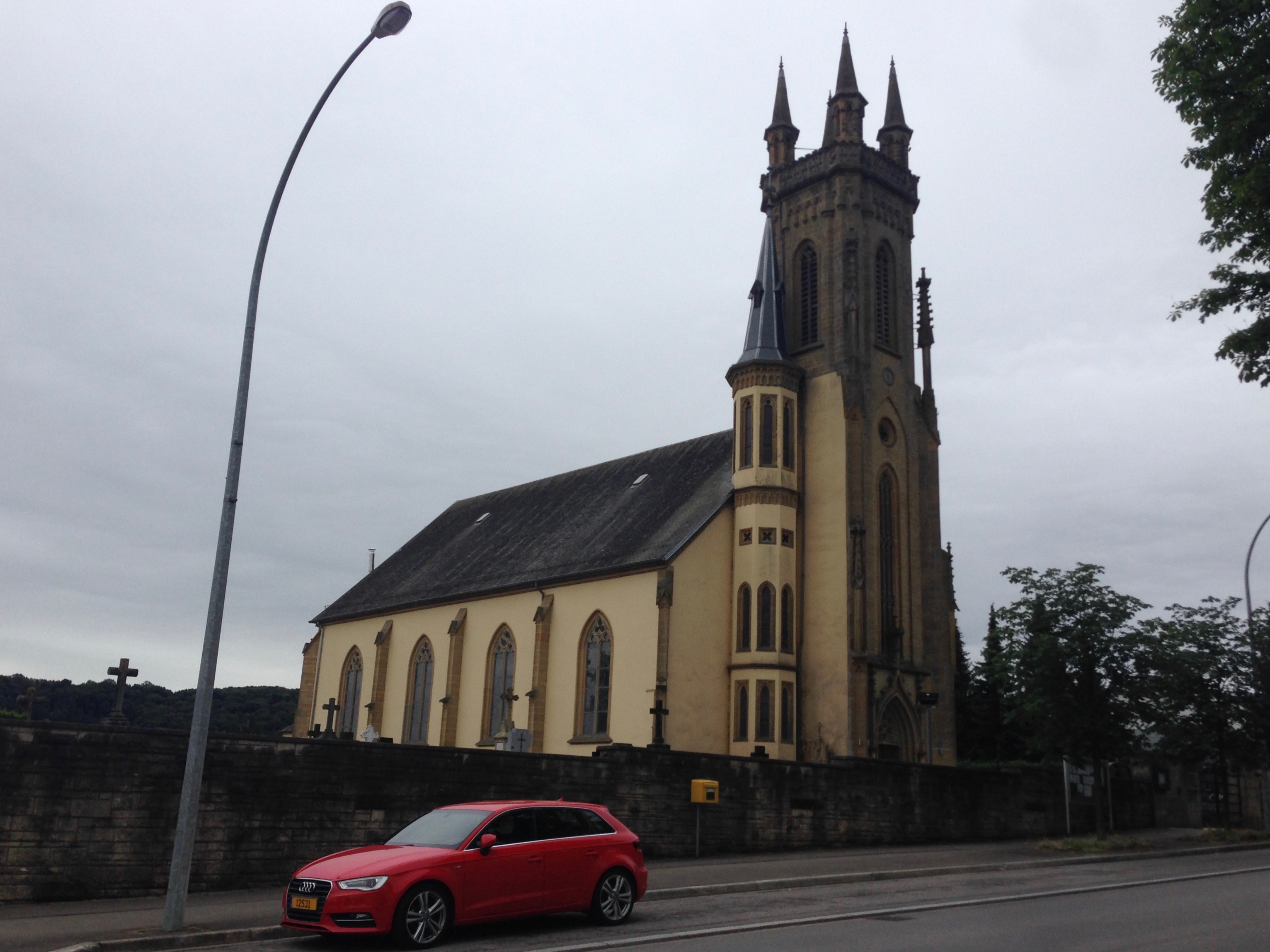
Die Kirche Mariä Himmelfahrt zwischen Niederanven und Senningen

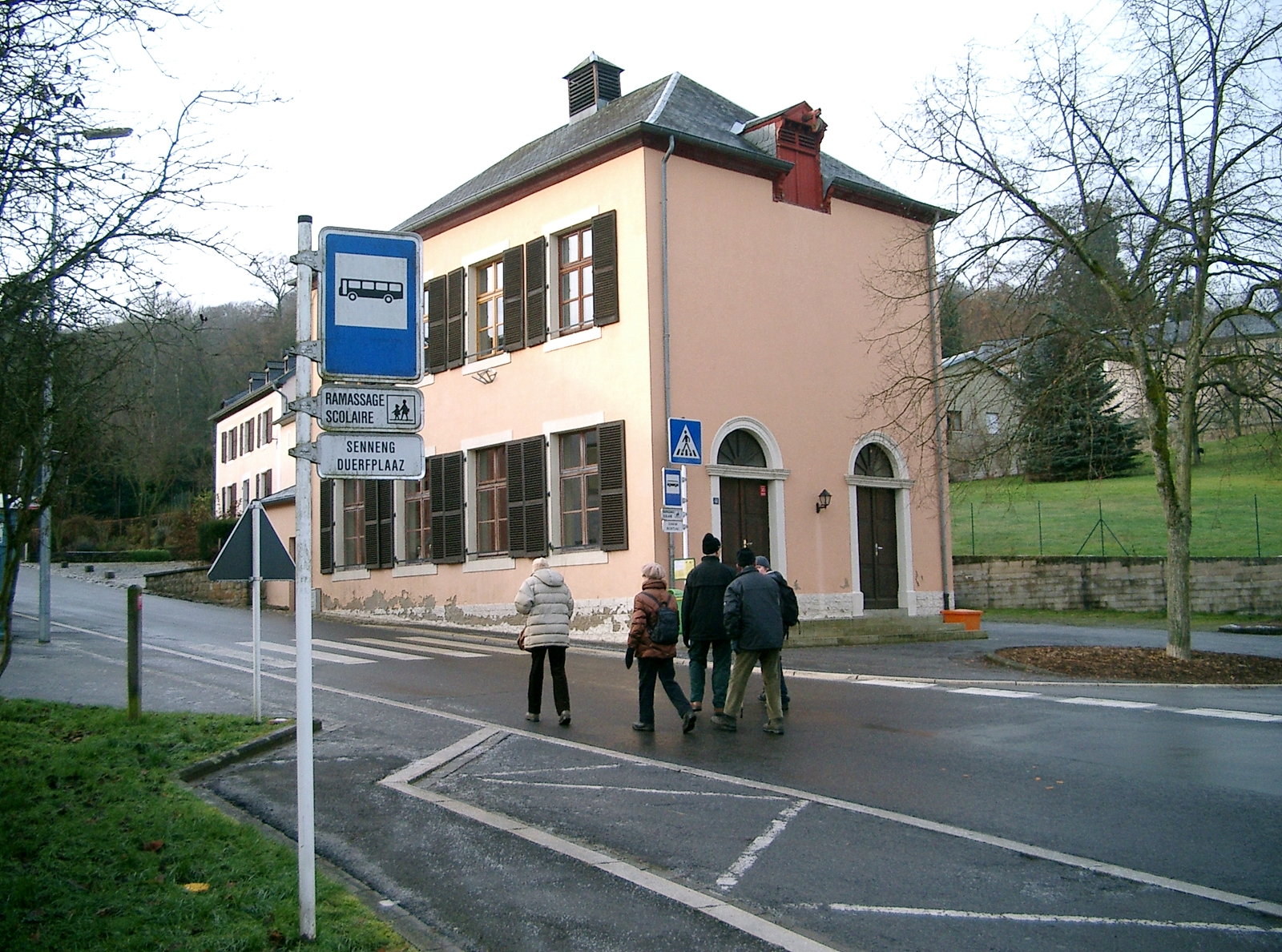
Alte Schule beim Dorfplatz

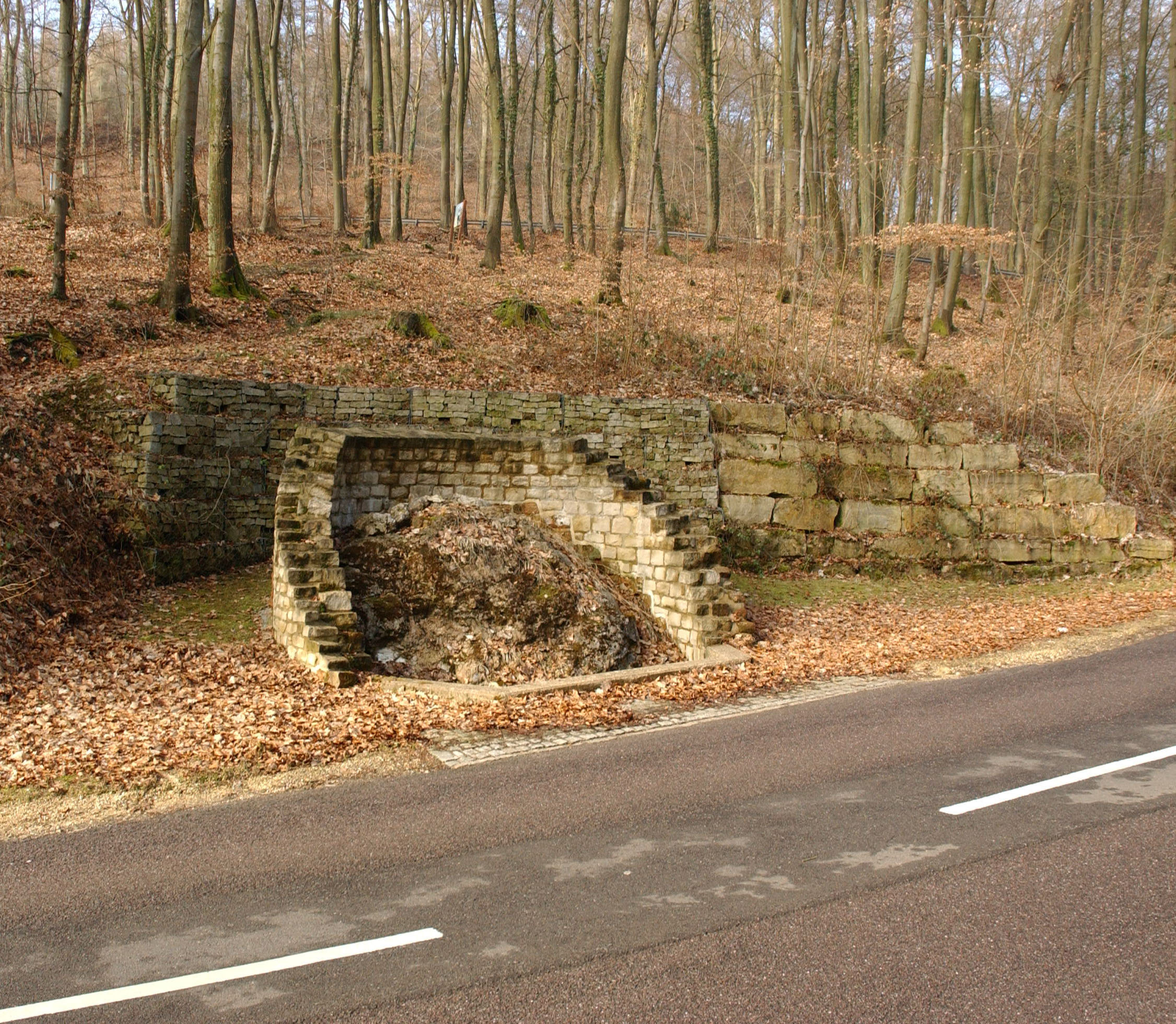
Römischer Kalkbrennofen zwischen Senningen und Senningerberg

Senningen (luxemburgisch Sennengⓘ; französisch Senningen) ist eine Ortschaft in der Gemeinde Niederanven (lux.: Nidderaanwen) im Großherzogtum Luxemburg und gehört zum Kanton Luxemburg. Das Dorf hat 721 Einwohner (Stand: September 2021, 2005 waren es noch 370 Einwohner) und eine hohe Zahl an armenischen Bewohnern.

## Geschichte
Senningen ist bereits seit Jahrtausenden besiedelt. Es findet sich hier ein römischer Kalkofen, der 1938 zwischen den Ortsteilen Senningen und Senningerberg aufgefunden wurde. Anhand eines Holzstücks, das neben dem Kalkofen gefunden wurde, konnten ein Betriebszeitraum zumindest um etwa 65 und 75 n. Chr. festgelegt werden. Da es in der Umgebung keine Kalkvorkommen gibt, wird davon ausgegangen, dass dieser Standort vor allem aufgrund der guten Verkehrsanbindungen ausgewählt wurde, da die Römerstraße zwischen Reims und Trier hier verlief und Trier wohl ein guter Absatzmarkt für den gebrannten Kalk war.
Durch die Lage am Fuße des Luxemburger Sandstein-Plateaus und dem damit verbundenen Wasserreichtum war die Gemeinde Niederanven und die Ortschaft Senningen eine der mühlenreichsten Gemeinden Luxemburgs. Anfang des 19. Jahrhunderts bestanden hier zwölf Mühlen, die etwa 20 Jahre gleichzeitig in Betrieb waren. Drei dieser Mühlen wurden abgebrochen, neun bestehen noch als Gebäude. Allein in Senningen gab es 6 Mühlen, die vom Senninger Bach, der die Ortschaft von Westen nach Osten durchfließt, angetrieben wurden. Dies waren: die Papiermühle Funck, Papiermühle Lamort, Bannmühle von Senningen, die Sägemühle, die Ölmühle und die Papiermühle Tabourain (auch: Piersmühle). Die Bannmühle war ursprünglich eine Getreidemühle und wurde im 19. Jahrhundert durch eine Ölmühle erweitert. Sie gilt als eine der ältesten Mühlengründungen in Luxemburg.
Schloss Senningen entstand aus einem Herrenhaus, dessen Eigentümer drei solche Wassermühlen betrieben (die Mühlen wurden um 1882 abgebrochen).

## Verkehr
Senningen verfügt über eine gut ausgebaute Verkehrsinfrastruktur. Die Nähe zum internationalen Flughafen Findel bietet einen leichten Zugang auch zu internationalen Buslinien, die Senningen mit Belgien, Frankreich und Deutschland verbinden.

## Religion
Die Kirche Mariä Himmelfahrt befindet sich an der Grenze zwischen den Ortschaften Niederanven und Senningen. Sie dient den Bewohnern beider Ortschaften.

## Persönlichkeiten
- Erny Kirchen (* 1949), Radrennfahrer